# Комана де Жос (Брашов)
Комана де Жос (рум. Comana de Jos) насеље је у Румунији у округу Брашов у општини Комана. Oпштина се налази на надморској висини од 452 m.

## Становништво
Према подацима из 2002. године у насељу је живело 986 становника.

### Попис2002.
| Расподела становништва по националности 2002.‍ | Расподела становништва по националности 2002.‍ | Расподела становништва по националности 2002.‍ | Расподела становништва по националности 2002.‍ | Расподела становништва по националности 2002.‍ |
| --------------------------------------------- | --------------------------------------------- | --------------------------------------------- | --------------------------------------------- | --------------------------------------------- |
|                                               |                                               |                                               |                                               |                                               |
| Румуни                                        | Румуни                                        |                                               | 709                                           | 72,1%                                         |
| Роми                                          | Роми                                          |                                               | 275                                           | 27,9%                                         |